# 托托拉區
6°23′17″S 77°31′00″W / 6.388°S 77.5168°W
托托拉區（西班牙語：Distrito de Totora），是秘魯的一個區，位於該國北部亞馬遜大區的羅德里格斯德門多薩省，始建於1875年2月5日，面積6平方公里，海拔高度1,650米，2005年人口455，人口密度每平方公里76人。